# Zerbo (Lombardei)
Zerbo ist eine italienische Gemeinde mit 386 Einwohnern (Stand 31. Dezember 2023) in der Provinz Pavia in der Lombardei. Sie liegt auf etwa 55 Metern über dem Meeresspiegel etwa einen Kilometer nördlich des Flusses Po. Die Gemeinde trug früher auch den Namen Zerbio. Zerbo liegt etwa 25 Kilometer östlich von Pavia, der Hauptstadt der gleichnamigen Provinz Pavia.